# Shirwal
Shirwal là một thị trấn thống kê (census town) của quận Satara thuộc bang Maharashtra, Ấn Độ.

## Địa lý
Shirwal có vị trí 18°08′B 73°59′Đ / 18,13°B 73,98°Đ Nó có độ cao trung bình là 603 mét (1978 feet).

## Nhân khẩu
Theo điều tra dân số năm 2001 của Ấn Độ, Shirwal có dân số 11.887 người. Phái nam chiếm 52% tổng số dân và phái nữ chiếm 48%. Shirwal có tỷ lệ 72% biết đọc biết viết, cao hơn tỷ lệ trung bình toàn quốc là 59,5%: tỷ lệ cho phái nam là 78%, và tỷ lệ cho phái nữ là 66%. Tại Shirwal, 13% dân số nhỏ hơn 6 tuổi.